# Nikon Z 5
A Nikon Z 5 egy 24 megapixeles FX-formátumú, Z-bajonnettes digitális tükör nélküli fényképezőgép, amelyet a Nikon 2020. július 21-én jelentett be.

## Tulajdonságok
- 24 megapixeles BSI CMOS képérzékelő
- ISO-tartomány: 100–51 200
- 273-pontos AF rendszer
- 4,5 kép/mp sorozatfelvétel
- Nikon Expeed 6 képfeldolgozó processzor
- Dupla SD-memóriakártya slot
- Az F-bajonettes objektívek az FTZ bajonettadapter segítségével használhatóak
- Belső képstabilizátor
- Elektronikus kereső 3,7 millió pontos kijelzővel
- Hátsó, 3.2"-es kihajtható érintőképernyő (1,04 millió képponttal)
- 1080p 60 fps-ig, 4K videófelvétel 30 fps-ig,
- Nikon EN-EL15c újratölthető Li-ion, valamint támogatja az EN-EL15b, EN-EL15a és az EN-EL15 akkumulátorokat is

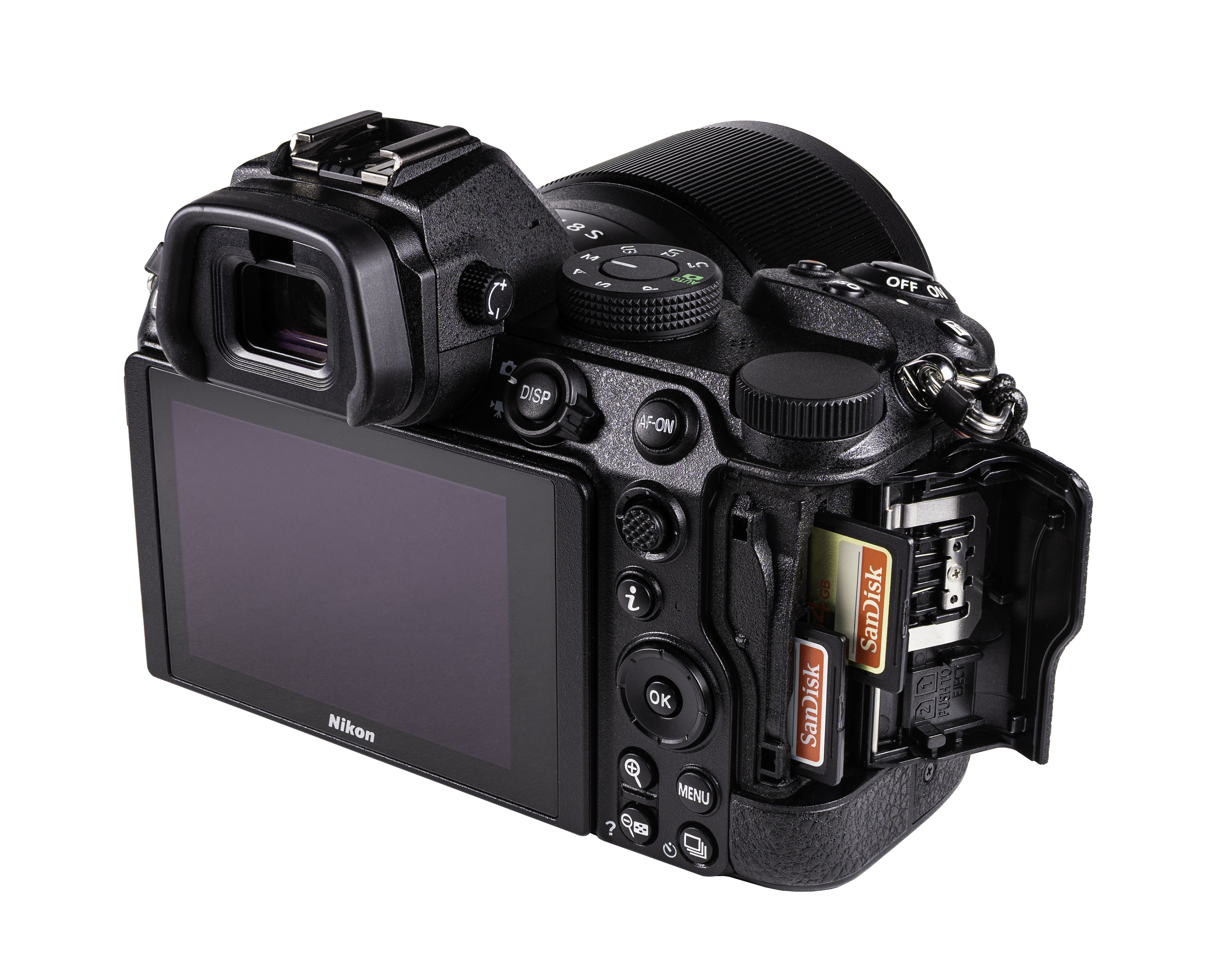
A dupla SD-memóriakártya slot
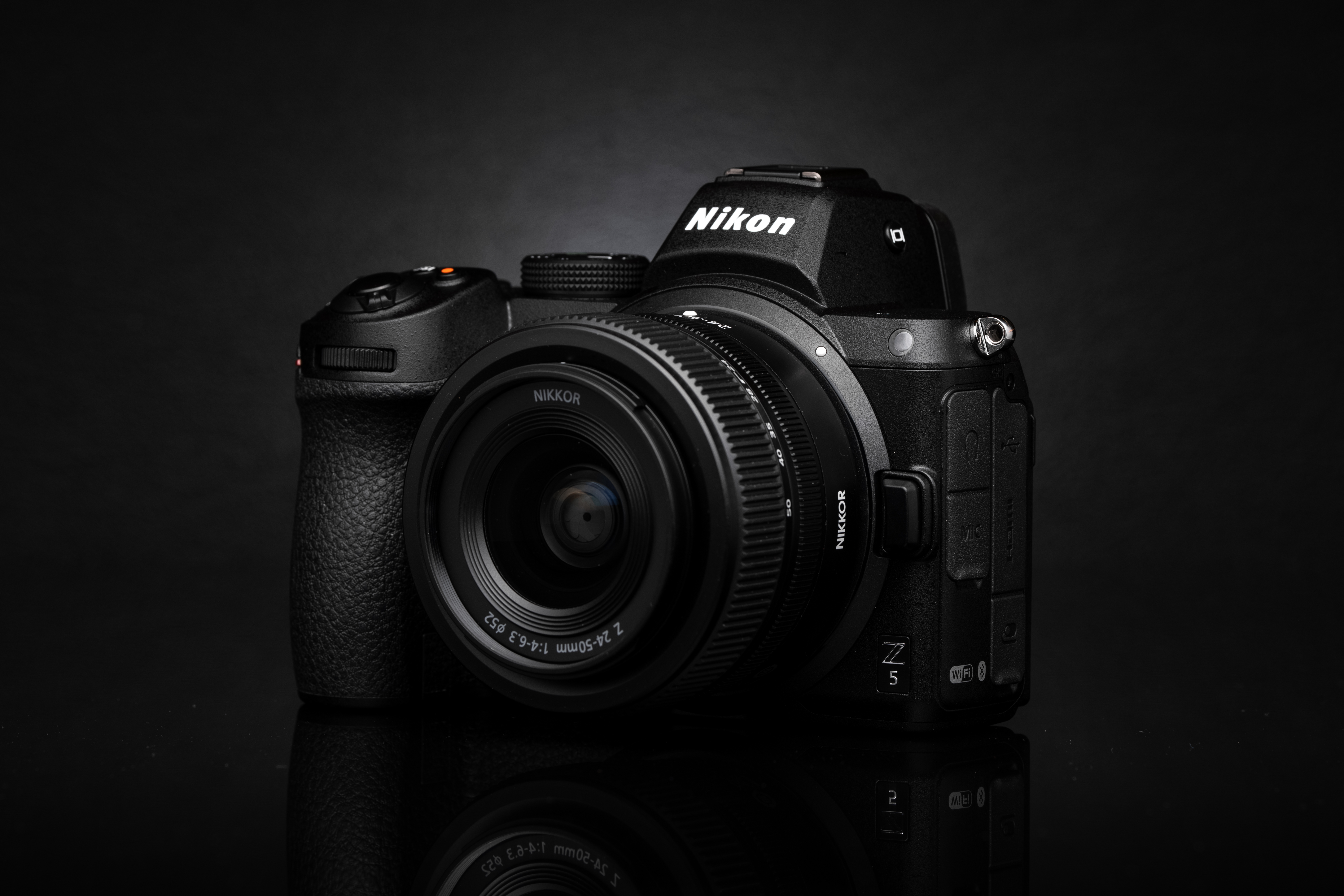
Z 5 + NIKKOR Z 24–50 mm f/4-6.3

## Firmware frissítések
A Z 5 számos firmware frissítést kapott megjelenése óta. A Nikon három és fél évvel a Z 5 megjelenése után is adott ki firmware frissítést a fényképezőgéphez.
| Verzió | Megjelenés           | Fő változások, megjegyzések |
| ------ | -------------------- | --- |
| 1.0    | 2020. július 21.     | - Első firmware-verzió |
| 1.01   | 2020. szeptember 29. | - Hibajavítás MB-N10 akkupackhoz/griphez |
| 1.02   | 2020. október 27.    | - Nikkor Z 50 mm f/1.2 S támogatása - Hibajavítások |
| 1.10   | 2021. április 26.    | - Nikkor Z MC 50 mm f/2.8 és MC 105 mm f/2.8 VR S támogatása - Új funkció: Fókusztávolság mentése - Sötét környezetben való autofókusz javítása (a11 Low-light AF beállításnál) |
| 1.11   | ?                    | - Hibajavítás FTZ-adapteren használt F-bajonettes objektívekhez |
| 1.20   | 2021. november 10.   | - FTZ II bajonettadapter támogatása - Nikkor Z 24-120mm f/4 S, 28-75mm f/2.8 és 400mm f/2.8 TC VR S támogatása - Jobb arc- és szemérzékeléses autofókusz |
| 1.21   | ?                    | - VR stabilizációt érintő hibajavítás |
| 1.40   | 2023. február 16.    | - Új funkció: Szemérzékeléses autofókusz videófelvétel közben - Fókusztávolság mentése és visszaállítása egyénileg definiált gombon - Jobb szemérzékeléses autofókusz Auto-area AF módban - Folyamatosabb AF-pont kijelzés subject-tracking, arc- és szemérzékeléses AF módokban - NX MobileAir támogatása iOS-en (v1.0.4 felett) - MC-N10 és ML-L7 támogatása - Hibajavítások |
| 1.41   | 2023. szeptember 27. | - Hosszú távon kikapcsolt állapotban hagyott géphez kapcsolódó hiba javítása |
| 1.42   | 2024. január 16.     | - Hibajavítás (rendszerdátum és -idő) |
| 1.43   | 2024. április 17.    | - Változtak az alapértelmezett értékek drótnélküli kapcsolat esetén |
| 1.50   | 2025. június 10.     | - Power Zoom támogatása PZ-objektíveken - Orosz UI-nyelv hozzáadása - Hibajavítások |